# Ko Vaya
Ko Vaya es un lugar designado por el censo ubicado en el condado de Pima en el estado estadounidense de Arizona. En el Censo de 2010 tenía una población de 46 habitantes y una densidad poblacional de 16,15 personas por km².

## Geografía
Ko Vaya se encuentra ubicado en las coordenadas 32°4′53″N 111°53′45″O / 32.08139, -111.89583. Según la Oficina del Censo de los Estados Unidos, Ko Vaya tiene una superficie total de 2.85 km², de la cual 2.85 km² corresponden a tierra firme y (0%) 0 km² es agua.

## Demografía
Según el censo de 2010, había 46 personas residiendo en Ko Vaya. La densidad de población era de 16,15 hab./km². De los 46 habitantes, Ko Vaya estaba compuesto por el 10.87% blancos, el 0% eran afroamericanos, el 84.78% eran amerindios, el 0% eran asiáticos, el 0% eran isleños del Pacífico, el 2.17% eran de otras razas y el 2.17% pertenecían a dos o más razas. Del total de la población el 10.87% eran hispanos o latinos de cualquier raza.